# مگطع یبر
مگطع یبر، روستایی از توابع بخش هویزه شهرستان دشت آزادگان در استان خوزستان ایران است.

## جمعیت
این روستا در دهستان هویزه قرار دارد و براساس سرشماری مرکز آمار ایران در سال ۱۳۸۵، جمعیت آن ۷۸ نفر (۱۸خانوار) بوده‌است.